# Lycaena montana
Lycaena montana är en fjärilsart som beskrevs av William D. Field 1936. Lycaena montana ingår i släktet Lycaena och familjen juvelvingar. Inga underarter finns listade i Catalogue of Life.